# Lydia Maria Seus
Lydia Maria Seus (* 21. August 1954) ist eine deutsche Sozialwissenschaftlerin und Kriminologin. Sie lehrt als Professorin für soziologische Grundlagen der Sozialen Arbeit an der Katholischen Hochschule für Sozialwesen Berlin und ist wegen ihrer Beiträge zur Feministischen Kriminologie bekannt.
Nach dem Studium der Erziehungswissenschaften mit dem Schwerpunkt Sozialpädagogik an der Erziehungswissenschaftlichen Hochschule Rheinland-Pfalz und an der Johannes-Gutenberg-Universität Mainz absolvierte Seus das Aufbaustudium Kriminologie an der Universität Hamburg, das sie mit dem akademischen Grad einer Diplom-Kriminologin abschloss. In ihrer Diplomarbeit beschäftigte sie sich mit Entwicklungen, Strömungen und Perspektiven der radikalen Kriminologie. Anschließend wurde sie an der Universität Bremen mit ihrer Dissertation Anpassen oder Aufbegehren? Reaktionsformen von Hauptschülerinnen auf soziale Kontrolle und deren Auswirkung auf ihren beruflichen Qualifikationsprozess  zum Dr. phil. promoviert. Ab 2002 lehrte sie bis zu ihrer Emeritierung als Professorin an der Katholischen Hochschule für Sozialwesen Berlin.
Ihre wissenschaftlichen Schwerpunkte sind: Soziologie des abweichenden Verhaltens, Geschlecht und Abweichung, Jugendsoziologie, Geschlechtersoziologie und Qualitative Sozialforschung.